# 1982 UM2
1982 UM2 är en asteroid i huvudbältet som upptäcktes den 20 oktober 1982 av den tjeckiske astronomen Antonín Mrkos vid Kleť-observatoriet i Tjeckien.
Asteroiden har en diameter på ungefär 4 kilometer.